# Perry N. Vekroff
Perry V. Vekroff, o Perry Vekroff (Šumen, 3 giugno 1881 – Hollywood, 3 gennaio 1937), è stato un regista, sceneggiatore e attore statunitense di origine bulgare.

## Biografia
Nato in Bulgaria, a Šumen, emigrò negli Stati Uniti dove intraprese la carriera di regista. Lavorò nel cinema all'epoca del muto per diverse case di produzione tra le quali la Vitagraph, l'Universal Film Manufacturing Company e la Pathé. Fu anche sceneggiatore e, occasionalmente, apparve sullo schermo come attore.

## Filmografia

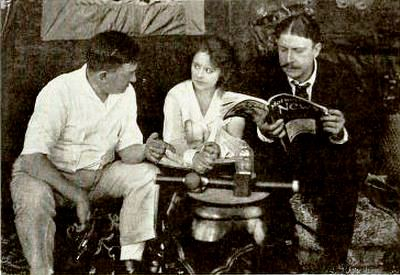
Sul set di Trailed by Three con Frankie Mann e Stuart Holmes (1920)

### Regista
- Three Weeks (1914
- When It Strikes Home (1915)
- Hearts of Men (1915)
- Should a Baby Die?
- Bridges Burned
- The Secret of Eve
- The More Excellent Way (1917)
- Her Secret (1917)
- The Question (1917)
- Richard the Brazen (1917)
- Men (1918)
- A Woman's Experience (1918)
- What Love Forgives (1919)
- Dust of Desire (1919)
- Trailed by Three
- Cynthia of the Minute
- The Secret Four
- The White Messenger
- Perils of the Yukon

### Sceneggiatore
- Three Weeks, regia di Perry N. Vekroff (1914)

- Her Secret, regia di Perry N. Vekroff (1917)
- A Woman's Experience, regia di Perry N. Vekroff (1918)
- Men, regia di Perry N. Vekroff (1918)